# 赫布·格雷

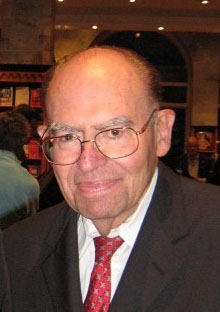
2008年的赫布·格雷

赫布·格雷（英語：Herbert Eser "Herb" Gray，1931年5月25日—2014年4月21日），是一名加拿大政治家和律师。1993年至1997年，他擔任加拿大法務部長。1997年至2002年，他担任加拿大副总理。
2014年4月21日，他在渥太华的一家医院中逝世，享年82岁。